# إريكا فونغ
إريكا فونغ (بالإنجليزية: Erika Fong)‏ هي ممثلة أمريكية، ولدت في 10 مايو 1986 في منيابولس في الولايات المتحدة.

## وصلات خارجية
- إريكا فونغ على موقع IMDb (الإنجليزية)
- إريكا فونغ على موقع قاعدة بيانات الفيلم (الإنجليزية)